# Kino pro Aleksejeva
Kino pro Aleksejeva (russisk: Кино про Алексеева) er en russisk spillefilm fra 2014 af Mikhail Segal.

## Medvirkende
- Aleksandr Zbrujev som Aleksejev
- Aleksej Kapitonov
- Tatjana Majst som Arkhipova
- Ksenija Radtjenko
- Darja Gutsul